# Pemberton Heights
Pemberton Heights és una concentració de població designada pel cens dels Estats Units a l'estat de Nova Jersey. Segons el cens del 2000 tenia 2.512 habitants.

## Demografia
Segons el cens del 2000, Pemberton Heights tenia 2.512 habitants, 1.072 habitatges, i 633 famílies. La densitat de població era de 1.042,9 habitants/km².
Dels 1.072 habitatges en un 19% hi vivien nens de menys de 18 anys, en un 42,9% hi vivien parelles casades, en un 12,2% dones solteres, i en un 40,9% no eren unitats familiars. En el 33,7% dels habitatges hi vivien persones soles el 5,8% de les quals corresponia a persones de 65 anys o més que vivien soles. El nombre mitjà de persones vivint en cada habitatge era de 2,34 i el nombre mitjà de persones que vivien en cada família era de 3,05.
Per edats la població es repartia de la següent manera: un 18,8% tenia menys de 18 anys, un 10% entre 18 i 24, un 30,8% entre 25 i 44, un 25,8% de 45 a 60 i un 14,6% 65 anys o més.
L'edat mediana era de 38 anys. Per cada 100 dones de 18 o més anys hi havia 97,2 homes.
La renda mediana per habitatge era de 43.274 $ i la renda mediana per família de 60.536 $. Els homes tenien una renda mediana de 32.319 $ mentre que les dones 26.853 $. La renda per capita de la població era de 24.716 $. Aproximadament el 3,8% de les famílies i el 6,6% de la població estaven per davall del llindar de pobresa.

## Poblacions més properes
El següent diagrama mostra les poblacions més properes.